# Everett Mendelsohn

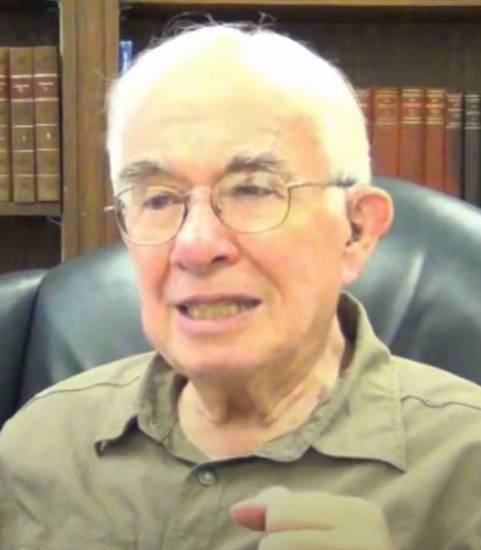
Everett Mendelsohn (2013)

Everett Irwin Mendelsohn (* 28. Oktober 1931 in Yonkers, New York; † 6. Juni 2023 in Cambridge, Massachusetts) war ein US-amerikanischer Wissenschaftshistoriker, insbesondere für Biologie und Wissenschaftssoziologie.

## Leben
Mendelsohn studierte am Antioch College mit dem Bachelor-Abschluss 1953 und wurde 1960 an der Harvard University promoviert (Dissertation: The development of the theory of animal heat). Er forschte danach in Harvard über Wissenschaftsgeschichte und wurde 1965 Associate Professor und 1969 Professor. 1971 bis 1978 war er Vorstand der Gruppe Progress in Technology and Science in Harvard. 2007 wurde er emeritiert, behielt aber eine Forschungsprofessur. Er war dort auch Master von Dudley House (dem Graduierten-Zentrum).
1978 war er Fellow des van Leer Jerusalem Institute und im selben Jahr war er am Zentrum für interdisziplinäre Forschung der Universität Bielefeld. 1983/84 war er Fellow des Wissenschaftskollegs Berlin. Er war auch overseas fellow des Churchill College der Universität Cambridge. 1994 war er in Schweden Olof Palme Professor.
Er war ab 1954 mit Mary Maude Leeds verheiratet.
Zu seinen Doktoranden gehörte Garland E. Allen.

## Werk
Mendelsohn befasste sich mit Geschichte der Biologie und Sozialgeschichte und Soziologie der Naturwissenschaften und deren Verbindung zur Gesellschaft. Jahrelang hielt er eine der zentralen Kurse für das Undergraduate-Curriculum in Harvard über die Beziehung von Naturwissenschaft und Gesellschaft im 20. Jahrhundert.
In seiner Dissertation Heat and Life geht er der frühen Entwicklung der Anwendung chemischer und physikalischer Methoden auf die Biologie in der Herausbildung der Physiologie ein Ende des 18. Jahrhunderts bis etwa 1830 am Beispiel der tierischen Wärme und ihrer Erklärung nach (insbesondere Antoine Laurent de Lavoisier, Adair Crawford, John Bostock, John Leslie). Er ging dabei auch dem Beitrag der Physiologie auf die frühe Entwicklung der Naturwissenschaften in den Vereinigten Staaten nach (z. B. John Lining, John Kearsley Mitchell, Edwin D. Faust).
Er war Pazifist und engagierte sich für den Frieden im Nahen Osten. Zeitweise stand er dem Komitee für Middle East Studies der American Academy of Arts and Sciences vor und er ist einer der Gründer von deren Komitee für International Security Studies. Außerdem ist er einer der Gründer des Committee on Science, Arms Control, and National Security der American Association for the Advancement of Science. Er war Präsident des International Council for Science Policy Studies und war Gründungspräsident des Institute for Peace and International Security in Harvard. Er arbeitete in Friedensfragen auch mit dem American Friends Service Committee (einer von Quäkern gegründeten Organisation) zusammen.
Ab 1967 war er über dreißig Jahre Gründungsherausgeber des Journal of the History of Biology. 2017 stiftete die Zeitschrift zu seinen Ehren den Everett Mendelsohn Prize. Er gründete das Jahrbuch Sociology of the Sciences.

## Mitgliedschaften und Ehrungen
Mendelsohn ist Fellow der American Academy of Arts and Sciences (1970), der American Association for the Advancement of Science und der International Academy for the History of Science. 1977 wurde er Ehrendoktor (DHL) des Rhode Island College und 1991 erhielt er die Gregor-Mendel-Medaille der tschechoslowakischen Akademie der Wissenschaften. 1996 erhielt er den Phi Beta Kappa Teaching Prize.

## Schriften (Auswahl)
- Heat and Life: The Development of the Theory of Animal Heat, Harvard UP 1964
- mit Judith P. Swazey, Irene Taviss (Hrsg.): Human Aspects of Biomedical Innovation, Harvard UP 1971
- mit Merritt Roe Smith, Peter Weingart  (Hrsg.): Science, Technology, and the Military, Sociology of the Sciences, Yearbook 12, 2 Bände, Kluwer 1988
- mit Yaron Ezrahi, Howard Segal (Hrsg.): Technology, Pessimism and Postmodernism, Sociology of the Sciences, Yearbook 1993, Kluwer 1994
- mit Peter Weingart, Sabine Maasen (Hrsg.): Biology as Society, Society as Biology: Metaphors, Sociology of the Sciences, Yearbook 18 (1994), Kluwer 1995
- mit Michael Fortun (Hrsg.): The Practices of Human Genetics, Springer 1999,
- mit Peter Galison, Stephen R. Graubard (Hrsg.): Science in Culture, Routledge 2001

Einige Aufsätze:
- The Controversy over the Site of Heat Production in the Body, Proc. American Philosophical Society, Band 105, 1961, S. 412–420
- Physical Models and Physiological Concepts: Explanation in Nine-teenth-Century Biology, British Journal for the History of Science, Band 11, 1965, S. 201–219
- Prophet of Our Discontent, Lewis Mumford Confronts the Bomb, in:  Thomas P. und Agatha C. Hughes (Hrsg.), Lewis Mumford: Public Intellectual, Oxford UP 1970, S. 343–360
- A Compassionate Peace: A Future for Israel, Palestine, and the Middle East, New York: Farrar, Straus, Giroux, 1989
- The Social Locus of Scientific Instruments, in: Robert Bud, Suzanne E. Cozzens (Hrsg.), Invisible Connections: Instruments, Institutions, and Science, Proc. SPIE, Band 10309, 1992
- Religious Fundamentalism and the Sciences, in: Martin E. Marty, R. Scott Appleby (Hrsg.), Fundamentalisms and Society: Reclaiming the Sciences, the Family, and Education, University of Chicago Press 1993, Kapitel 2, S. 23–41
- The Politics of Pessimism: Science and Technology Circa 1968, in: Yaron Ezrahi u. a.: Technology, Pessimism, and Postmodernism, Kluwer 1994, S. 151–173
- Grasping the Elusive Peace in the Middle East, in: Harvard Middle Eastern and Islamic Review, Band 1, Nr. 1, Februar 1994
- Thinking Like a Mountain: The Epistemological Puzzle of Environmentalism; in Peter Weingart (Hrsg.), Grenzüberschreitungen in der Wissenschaft, Nomos Verlagsgesellschaft, 1995, S. 152–167